# Buszynko Drugie
Buszynko Drugie – osada w Polsce położona w województwie zachodniopomorskim, w powiecie koszalińskim, w gminie Bobolice. Miejscowość wchodzi w skład sołectwa Drzewiany.
W latach 1975–1998 miejscowość położona była w województwie koszalińskim.